# Свобода или смърт (филм)
Вижте пояснителната страница за други значения на Свобода или смърт.
„Свобода или смърт“ е български игрален филм от 1969 година на режисьора Никола Корабов, по сценарий на Васил Попов. Оператор е Константин Джидров. Музиката във филма е композирана от Красимир Кюркчийски.

## Сюжет
През 1876 г. на австрийския параход „Радецки“ заедно с останалите пътници се качват и двеста български революционери, преоблечени като градинари. Предвожда ги войводата Христо Ботев. Тяхната цел е да се включат в освобождението на България от османско владичество. Със сила те принуждават капитана да спре на българския бряг. Пътят на четата към Врачанския Балкан е низ от битки и сражения с турските войски. Бунтът във Враца е потушен и никой не се присъединява към четниците. Думите „Свобода или смърт“, извезани на знамето, се превръщат в символ на тяхната вяра и жертвоготовност. В последното сражение загива и големият поет Христо Ботев.

## Любопитно
Филмът е заснет в Калофер, Враца, Трявна и на кораба „Радецки“ със съдействието на Народната армия.

## Актьорски състав
- Милен Пенев – Войводата Христо Ботев
- Коста Цонев – Подвойводата Перо Македонеца
- Всеволод Сафонов – княз Теофан Раданов
- Стефан Илиев – Никола Войновски
- Кирил Господинов – Иваница Данчев
- Апостол Карамитев – Давид Тодоров
- Васил Михайлов – Поп Сава Катрафилов
- Георги Михов – Никола Обретенов
- Иван Братанов – Дишлията
- Иван Несторов – знаменосецът
- Александър Диков
- Георги Григоров
- Анатолий Полянски
- Ангел Ангелов
- Васил Колов
- Антон Горчев – четник
- Петър Ралев
- Асен Георгиев – турският военачалник
- Иван Йорданов
- Матей Иванов
- Андрей Аврамов
- Димитрина Савова – селянка
- Любомир Ялъмов
- Христо Домусчиев
- Петко Карлуковски - четник
- Мариана Аламанчева (като М. Аламанчева)
- Меди Димитрова (като М. Димитрова)
- Й. Цанева
- Стефка Берова (като С. Берова)
- Жана Стоянович (като Ж. Стоянович)
- Анна Никова
- Олга Попова
- Мария Саева
- Мария Вацулска
- Свобода Молерова-Панайотова
- Виолета Спиридонова
- Катя Попова
- Мая Драгоманска – селянка с вила
- Мария Славчева
- Корнелия Божанова
- Пенка Цицелкова - Калина
- Ваня Дренкова
- Светла Димитрова
- Светла Чернева
- Катя Махлебашиева
- Димитър Хаджиянев
- Богдан Семерджиев
- Мария Карел
- Веско Зехирев
- Тодор Иванов
- Аспарух Сариев
- Марио Маринов
- Борис Радивенски – черкезинът с камата между зъбите
- Богомил Атанасов
- Цанко Петров
- Борис Сарафов
- Никола Корабов (не е посочен в надписите на филма)
- архимандрит Никифор
- архимандрит Евтимий
- архимандрит Силвестър